# Martina Fortkord
Martina Fortkord (ur. 22 marca 1973 w Sztokholmie) – szwedzka narciarka alpejska.

## Kariera
Po raz pierwszy na arenie międzynarodowej pojawiła się w 1990 roku, startując na mistrzostwach świata juniorów w Zinal, gdzie zajęła 30. miejsce w gigancie.
W zawodach Pucharu Świata zadebiutowała 14 stycznia 1994 roku w Cortina d’Ampezzo, gdzie zajęła 55. miejsce w zjeździe. Pierwsze punkty wywalczyła 18 lutego 1995 roku w Åre, gdzie zajęła 29. miejsce w gigancie. Na podium zawodów tego cyklu jedyny raz stanęła 25 października 1997 roku w Tignes, kończąc rywalizację w gigancie na trzeciej pozycji. W zawodach tych wyprzedziły ją jedynie Włoszka Deborah Compagnoni i Niemka Martina Ertl. W sezonie 1997/1998 zajęła 51. miejsce w klasyfikacji generalnej.
Wystartowała na igrzyskach olimpijskich w Nagano w 1998 roku, gdzie zajęła 14. miejsce w gigancie, a slalomu nie ukończyła. Podczas rozgrywanych dwa lata wcześniej mistrzostw świata w Sierra Nevada była dziesiąta w gigancie. Zajęła też 19. miejsce w tej samej konkurencji na mistrzostwach świata w Sestriere w 1997 roku.

## Osiągnięcia

### Igrzyska olimpijskie
| Miejsce | Dzień     | Rok  | Miejscowość | Konkurencja | Czas biegu | Strata | Zwyciężczyni       |
| ------- | --------- | ---- | ----------- | ----------- | ---------- | ------ | ------------------ |
| DNS2    | 19 lutego | 1998 | Nagano      | Slalom      | 1:32,40    | -      | Hilde Gerg         |
| 14.     | 20 lutego | 1998 | Nagano      | Gigant      | 2:50,59    | +5,76  | Deborah Compagnoni |

### Mistrzostwa świata
| Miejsce | Dzień     | Rok  | Miejscowość   | Konkurencja | Czas biegu | Strata | Zwyciężczyni       |
| ------- | --------- | ---- | ------------- | ----------- | ---------- | ------ | ------------------ |
| 10.     | 22 lutego | 1996 | Sierra Nevada | Gigant      | 2:10,74    | +2,80  | Deborah Compagnoni |
| 19.     | 9 lutego  | 1997 | Sestriere     | Gigant      | 2:39,19    | +7,44  | Deborah Compagnoni |

### Mistrzostwa świata juniorów
| Miejsce | Dzień    | Rok  | Miejscowość | Konkurencja | Czas biegu | Strata | Zwyciężczyni  |
| ------- | -------- | ---- | ----------- | ----------- | ---------- | ------ | ------------- |
| 30.     | 23 marca | 1990 | Zinal       | Gigant      | 2:23,17    | +9,84  | Manuela Umele |

### Puchar Świata

#### Miejsca w klasyfikacji generalnej
- sezon 1994/1995: 116.
- sezon 1995/1996: 89.
- sezon 1996/1997: 72.
- sezon 1997/1998: 51.
- sezon 1998/1999: 85.
- sezon 1999/2000: 107.

#### Miejsca na podium
1. Tignes – 25 października 1997 (gigant) – 3. miejsce